# Kavuruga (periodiskt vattendrag i Burundi, Gitega)
Kavuruga är ett periodiskt vattendrag i Burundi.   Det ligger i provinsen Gitega, i den centrala delen av landet, 70 kilometer öster om huvudstaden Bujumbura.
Omgivningarna runt Kavuruga är en mosaik av jordbruksmark och naturlig växtlighet. Runt Kavuruga är det tätbefolkat, med 276 invånare per kvadratkilometer.